# Betti Alver
Betti Alver (n. 23 noiembrie [S.V. 10 noiembrie] 1906, Jõgeva – d. 19 iunie 1989, Tartu) a fost pseudonimul lui Elisabet Alver (din 1937 Elisabet Talvik, iar din 1956 Elisabet Lepik), o poetă estonă. A făcut parte din prima generație care a învățat în școlile Estoniei independente. A studiat gramatica la Tartu.

## Carieră
Betti scria la început proză. A devenit cunoscută ca membră a grupului Arbujad („Ghicitoarele”), care includea poeți estoni influenți, ca Bernard Kangro, Uku Masing, Kersti Merilaas, Mart Raud, August Sang, Heiti Talvik și Paul Viiding. După cel de-al doilea război mondial, soțul său Heiti Talvik a fost luat prizonier de sovietici și a murit în Siberia. În consecință, ea nu a scris nimic timp de două sau trei decenii în semn de protest față de puterea sovietică și și-a reluat activitatea abia în anii 1960. În anul 1966, a publicat Tähetund și Starry Hour. A mai scris romane și a făcut traduceri. La cea de-a 100-a aniversare a nașterii lui Betti, un muzeu din Jõgeva a fost denumit în cinstea ei.